# Sapling Cup
Der JC Sapling Cup (chinesisch 賽馬會菁英盃 / 赛马会菁英杯, Pinyin Sàimǎhuì Jīngyīngbēi, Jyutping Coi3maa5wui6*2 Zing1jing1bui1 – „JC Setzlingpokal“), ugs. kurz Sapling Cup (菁英盃 / 菁英杯) ist ein nationaler Fußballwettbewerb in Hongkong, an dem alle Mannschaften der Hong Kong Premier League teilnehmen. Der Jockey Club (JC) von Hongkong sponsert mit zwei Millionen HKD das Pokalpreisgeld für die Spielzeiten 2022/23 bis 2024/25. Anfang 2023 wurde der Pokalwettbewerb des Sapling Cups mit dem Sponsorzusatz in JC Sapling Cup umbenannt.
Ziel des Pokals ist es, mehr potenzielle Spielmöglichkeiten für Nachwuchsspieler zu schaffen. Der Pokal wurde erstmals in der Saison 2015/16 ausgerichtet. Der erste Sieger des Pokalwettbewerbs war HK Pegasus FC. Neben dem Sapling Cup gibt es in der HKFA weitere Pokalwettbewerbe wie beispielsweise den Hong Kong Senior Challenge Shield.

## Finalspiele seit 2016
| Saison  | Sieger                              | Verlierer                           | Ergebnis                            | Austragungsort                      |
| ------- | ----------------------------------- | ----------------------------------- | ----------------------------------- | ----------------------------------- |
| 2015/16 | HK Pegasus FC                       | South China AA                      | 1:1 (3:1 n. E.)                     | Mong Kok Stadium                    |
| 2016/17 | Tai Po FC                           | HK Pegasus FC                       | 2:1                                 | Mong Kok Stadium                    |
| 2017/18 | Kitchee SC                          | Tai Po FC                           | 2:1                                 | Hong Kong Stadium                   |
| 2018/19 | Lee Man FC                          | Yuen Long FC                        | 3:2                                 | Mong Kok Stadium                    |
| 2019/20 | Kitchee SC                          | Southern District FC                | 3:1                                 | Tseung Kwan O Sports Ground         |
| 2020/21 | Eastern AA                          | Happy Valley AA                     | 2:0                                 | Mong Kok Stadium                    |
| 2021/22 | Abbruch wegen der COVID-19-Pandemie | Abbruch wegen der COVID-19-Pandemie | Abbruch wegen der COVID-19-Pandemie | Abbruch wegen der COVID-19-Pandemie |
| 2022/23 | Southern District FC                | Lee Man FC                          | 2:0                                 | Mong Kok Stadium                    |
| 2023/24 | HK Rangers FC                       | Kitchee SC                          | 1:0                                 | Mong Kok Stadium                    |
| 2024/25 | Southern District FC                | Lee Man FC                          | 4:0                                 | Mong Kok Stadium                    |

Quelle:

## Rekordsieger seit 2016
| Verein               | Sieger | 2. Platz | Saison           |
| -------------------- | ------ | -------- | ---------------- |
| Kitchee SC           | 2      | 1        | 2017/18, 2019/20 |
| Southern District FC | 2      | 1        | 2022/23, 2024/25 |
| Lee Man FC           | 1      | 2        | 2018/19          |
| HK Pegasus FC        | 1      | 1        | 2015/16          |
| Tai Po FC            | 1      | 1        | 2016/17          |
| Eastern AA           | 1      | 0        | 2020/21          |
| HK Rangers FC        | 1      | 0        | 2023/24          |
| Yuen Long FC         | 0      | 1        | —                |
| South China AA       | 0      | 1        | —                |
| Happy Valley AA      | 0      | 1        | —                |

Quelle:

## Anmerkung
1. ↑  Der chinesische Name des Pokals 菁英盃 bedeutet wörtlich „Elite-Pokal“. Der Sapling Cup war in den Anfangsjahren zeitweilig als „Henderson Sapling Cup“ bekannt – benannt nach dem Sponsor Henderson Land Development. Seit 2023 heißt er nach dem Sponsor des Preisgelds JC Sapling Cup. „JC“ steht umgangssprachlich für den Hongkonger Jockey Club.